# Mistrzostwa Europy w Lekkoatletyce 1938 – bieg na 80 m przez płotki kobiet

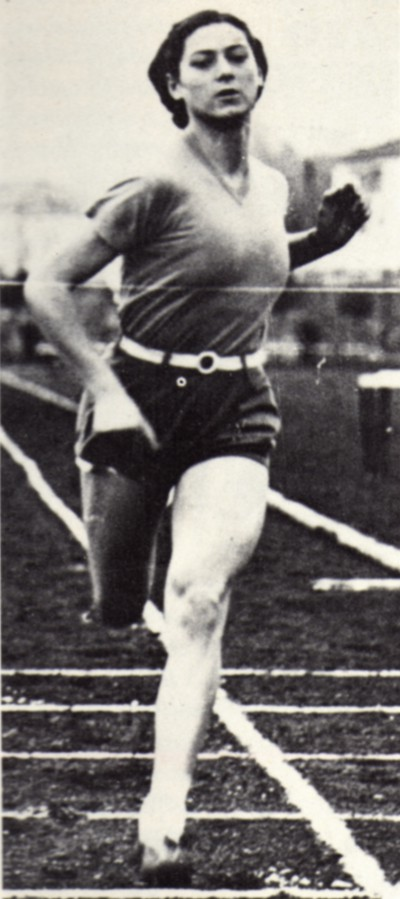
Claudia Testoni (lata 30. XX wieku)

Bieg na dystansie 80 metrów przez płotki kobiet był jedną z konkurencji rozgrywanych podczas II Mistrzostw Europy w Wiedniu. Biegi eliminacyjne oraz bieg finałowy zostały rozegrane w niedzielę, 18 września 1938 roku. Zwyciężczynią tej konkurencji została czwarta zawodniczka na igrzyskach w Berlinie, Włoszka Claudia Testoni, ustanawiając nowy rekord świata. W rywalizacji wzięło udział dziewięć zawodniczek z czterech reprezentacji.

## Rekordy
| Rekord świata | Trebisonda Valla (ITA) | 11,6 | Berlin, III Rzesza | 05.08.1936 |
| Rekord Europy | Trebisonda Valla (ITA) | 11,6 | Berlin, III Rzesza | 05.08.1936 |

## Wyniki

### Eliminacje
Bieg 1
| Miejsce | Zawodniczka     | Czas | Uwagi |
| ------- | --------------- | ---- | ----- |
| 1       | Claudia Testoni | 11,8 | Q CR  |
| 2       | Lisa Gelius     | 11,9 | Q     |
| 3       | Ethel Raby      | 13,2 |       |

Bieg 2
| Miejsce | Zawodniczka      | Czas | Uwagi |
| ------- | ---------------- | ---- | ----- |
| 1       | Anny Spitzweg    | 12,2 | Q     |
| 2       | Agatha Doorgeest | 12,3 | Q     |
| 3       | Evelyn Matthews  | 12,3 |       |

Bieg 3
| Miejsce | Zawodniczka        | Czas | Uwagi |
| ------- | ------------------ | ---- | ----- |
| 1       | Annemarie Westphal | 11,9 | Q     |
| 2       | Kitty ter Braake   | 12,0 | Q     |
| 3       | Kate Robertson     | 12,3 |       |

### Finał
| Miejsce | Zawodniczka        | Czas |
| ------- | ------------------ | ---- |
| 1       | Claudia Testoni    | 11,6 |
| 2       | Lisa Gelius        | 11,7 |
| 3       | Kitty ter Braake   | 11,8 |
| 4       | Annemarie Westphal | 12,0 |
| 5       | Agatha Doorgeest   | 12,0 |
| 6       | Anny Spitzweg      | 12,1 |